# Rattle That Lock
Rattle That Lock é o quarto álbum de estúdio de David Gilmour, mais conhecido como ex-guitarrista do Pink Floyd, lançado em 18 de setembro de 2015. O projeto foi anunciado após o lançamento de The Endless River, disco final do Pink Floyd, em 2014.
Segundo o músico, o álbum apresenta a ideia de "aproveitar cada momento, olhar para o futuro... e não ter medo ou se privar". O álbum recebeu críticas geralmente positivas dos críticos e foi um sucesso comercial, tornando-se o segundo álbum solo nº 1 de Gilmour na parada de álbuns do Reino Unido. A turnê para promover o disco se iniciou em setembro de 2015, e segundo o instrumentista, foi curta, por conta de sua idade. Um dos shows foi no Anfiteatro de Pompeia, e que se tornou o álbum Live at Pompeii (2017).

## Produção
O álbum foi gravado no estúdio pessoal de Gilmour. Phil Manzanera, co-produtor do álbum, argumentou que Gilmour estava escrevendo o material para Rattle That Lock nos últimos cinco anos, embora ele tenha uma peça de piano foi gravada 18 anos atrás na sala de estar de David. A maior parte do álbum foi gravada no Medina Studio, em Hove - a gravação adicional foi feita no barco-estúdio Astoria, ambos com engenharia de som de Andy Jackson. O último álbum do Pink Floyd, The Endless River, foi gravado e produzido de forma semelhante, usando uma combinação dos dois estúdios. As partes da orquestra foram gravadas no AIR Studios em Londres e o Liberty Choir foi gravado em uma igreja no sul de Londres. O álbum foi mixado no Astoria e a masterização para todos os formatos foi realizada por James Guthrie e Joel Plante na Califórnia.
A faixa-título "Rattle That Lock" foi inspirada e faz uso do jingle da SNCF, composto por Michaël Boumendil. Gilmour ouviu e gravou o jingle em seu iPhone quando estava na estação de Aix-en-Provence, enquanto viajava para visitar amigos. Quando Boumendil recebeu uma mensagem telefônica de Gilmour, ele pensou que poderia ser uma pegadinha e não retornou a ligação. A letra da faixa foi escrita pela esposa de Gilmour Polly Samson e é baseada nos temas do Livro II de Paraíso Perdido, de John Milton. As musicistas Mica Paris e Louise Marshall, juntamente com o Liberty Choir, tocam na faixa.
O filho de David, Gabriel, toca piano na música "In Any Tongue".

## Faixas
| N.º | Título                         | Compositor(es)                           | Duração |  |
| 1.  | "5 A.M."                       | David Gilmour                            | 3:04    |  |
| 2.  | "Rattle That Lock"             | Gilmour, Polly Samson, Michaël Boumendil | 4:55    |  |
| 3.  | "Faces of Stone"               | Gilmour                                  | 5:32    |  |
| 4.  | "A Boat Lies Waiting"          | Gilmour, Samson                          | 4:34    |  |
| 5.  | "Dancing Right in Front of Me" | Gilmour                                  | 6:11    |  |
| 6.  | "In Any Tongue"                | Gilmour, Samson                          | 6:46    |  |
| 7.  | "Beauty"                       | Gilmour                                  | 4:28    |  |
| 8.  | "The Girl in the Yellow Dress" | Gilmour, Samson                          | 5:25    |  |
| 9.  | "Today"                        | Gilmour, Samson                          | 5:55    |  |
| 10. | "And Then..."                  | Gilmour                                  | 4:29    |  |

| Rattle That Lock deluxe edition |                                                         |         |  |
| N.º                             | Título                                                  | Duração |  |
| 11.                             | "Rattle That Lock (Extended Mix)"                       | 6:24    |  |
| 12.                             | "The Girl In The Yellow Dress (Orchestral Version)"     | 4:36    |  |
| 13.                             | "Rattle That Lock (Youth Mix - 12" Extended Radio Dub)" | 8:26    |  |
| 14.                             | "Rattle That Lock (Radio Edit)"                         | 3:59    |  |